# Пунтленд
Пунтле́нд (сом: Puntland, араб: أرض البنط, італ: Terra di Punt or Paese di Punt) — самопроголошена держава у східній частині Сомалі. Оголосила про свій суверенітет 1998 року.
Назва походить від стародавньої землі Пунт, з якою торгували єгипетські фараони.
На відміну від іншої невизнаної держави, що виникла після колапсу державності Сомалі 1991 року, — Сомаліленду, Пунтленд не прагне до повної незалежності. Нинішній уряд бажає бачити Пунтленд частиною майбутньої федеративної держави Сомалі.
Іслам є основною релігією Пунтленду, 100% всіх його мешканців є мусульманами.

## Населення
Станом на 2015 рік, населення Пунтленд оцінюється в 4,2 мільйона осіб, 65% з яких є кочівниками.

## Історія
У 1936—1941 роках територія сучасного Пунтленд входила до Італійської Східної Африки. 1960 року внаслідок проголошення незалежності Британського Сомалі та колишнього Італійського Сомалі (з наступним їх об'єднанням) виникла нова держава — Республіка Сомалі.
Громадянська війна у Сомалі, що почалася в 1988 році, призвела до розпаду держави. Після конфлікту в Мудуґ і у провінції Ґалґудуд, навесні-влітку 1991 року, а також продовженням цього конфлікту протягом 1993 року, відбулось оформлення південного кордону Пунтленду. 

Абдуллагі Юсуф Ахмед

Всередині Пунтленду вдалося уникнути серйозного кровопролиття. На відміну від півдня і центру Сомалі, місцева рада старійшин зуміла, не дивлячись на суперечності з керівництвом Сомалійського демократичного фронту порятунку (СДФП), стати єдиною та головною політичною силою і, використовуючи традиційний закон Геер, вміло залагоджувати внутрішні розбіжності автономії. В інших регіонах ради старійшин зазвичай потрапляли в повну залежність від лідерів кланових угруповань. Стабільність ситуації пояснюється також «клановою однорідністю» Пунтленду. Основне населення Пунтленда — клан маджертін племені дарод. Решта кланів є споріднені «титульно» (варсанґелі і долбаганте), або занадто малочисельні, щоб протистояти їм.

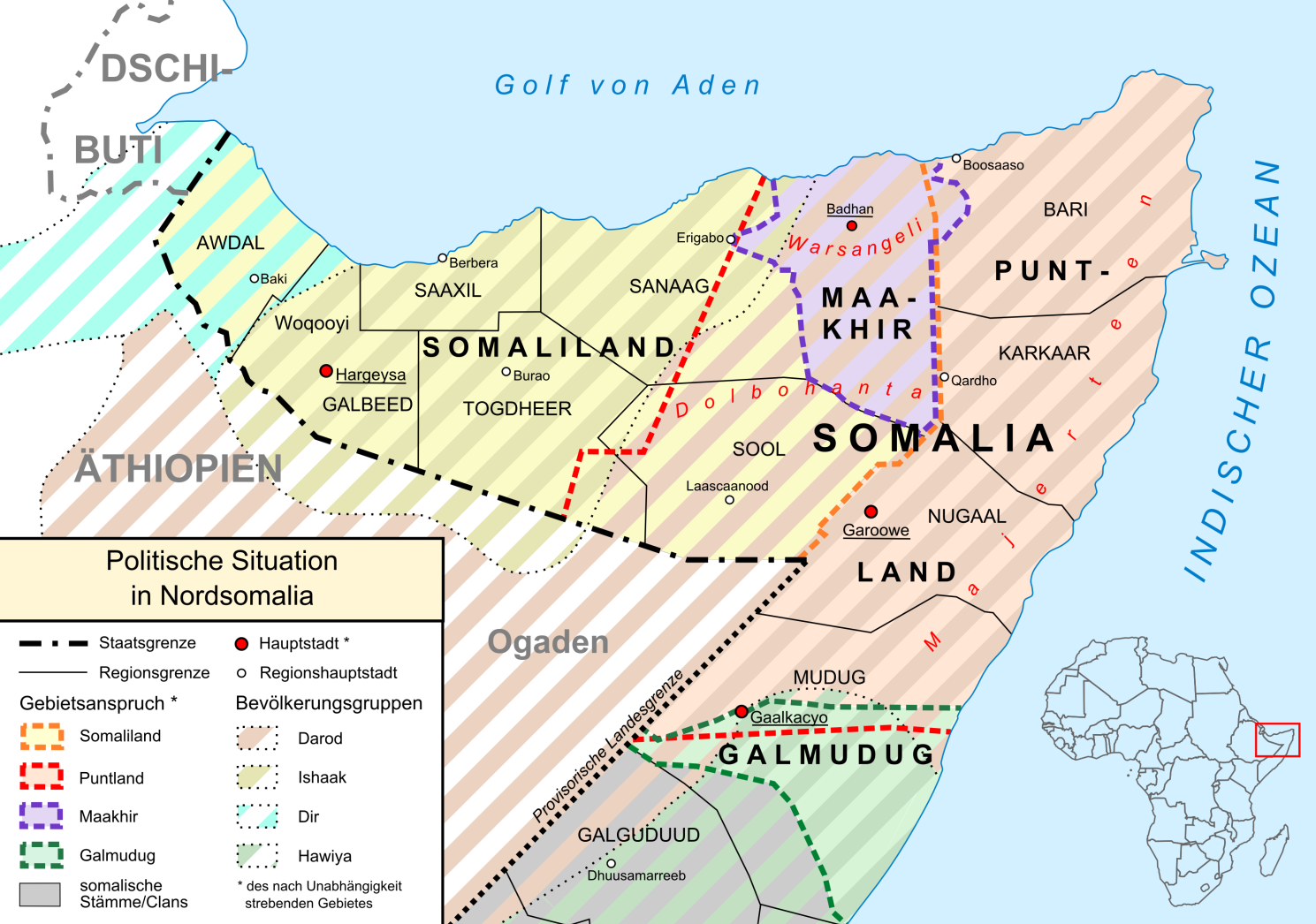
Клани Пунтленду

У СДФП назрів розкол, коли з ефіопської в'язниці повернувся лідер руху полковник Абдуллагі Юсуф Ахмед. Обраний на пост голови в його відсутність генерал Мохаммед Абшир Муса не захотів віддавати владу. Але за допомогою ради старійшин була вироблена формула розподілу влади. Абшир Муса залишився головою, Юсуф Ахмед очолив військове крило руху — Комітет оборони. Це консолідувало клани Пунтленду і забезпечило успішне протистояння СДФП атакам Об'єднаному сомалійському конгресу (ОСК).
Пунтленд оголосив про свій суверенітет (точніше, проголосив себе «автономною державою») 12 серпня 1998 року. Відповідно до Конституції 2001 року має офіційну назву «Сомалійська Держава Пунтленд», проте пізніше в результаті угод 2003-2004 років у Найробі (Кенія) і прийняття Перехідної федеральної хартії Республіки Сомалі (Конституції), офіційно визнаний автономним районом («Автономний Район Пунтленд») у складі майбутньої федеративної Сомалійської держави.
На відміну від іншого невизнаної держави, яка виникла після колапсу сомалійської державності в 1991, Пунтленд не прагне до повної незалежності. Нинішній уряд бажає бачити Пунтленд частиною майбутнього федеративної держави Сомалі.
На тлі безвладдя та нескінченних великих і малих війн у центрі й на півдні Сомалі, керівництво Пунтленду зуміли дуже швидко створити дійсно функціональні структури державного управління і зробити свою територію відносно безпечною для проживання. Збройні конфлікти були тут досить короткими й не привели до таких важких як в Центральному та Південному Сомалі.
Після проголошення автономії в 1998 році країна перебувала в постійному конфлікті з Сомалілендом з приводу територій Санааґ і Сул, відомих своїми родовищами нафти. Постійно виникали збройні сутички. У 2007 році на території Санааґ було проголошено незалежну державу Маахір, яку Пунтленд зміг підкорити в січні 2009 року.
23 липня 1998 року Абдуллагі Юсуф Ахмед став першим президентом Пунтленда, та займав цей пост до 1 липня 2001 року.
1 липня 2001 року в Пунтленді стався заколот. В результаті військового заколоту проти нових органів влади, Абдуллагі Юсуф Ахмед у 2002 році повернув собі цю посаду. У жовтні 2004 він став президентом Сомалі, і через деякий час зайняв Могадішо.
Пунтленд вважається основним центром сомалійського піратства, хоча, разом з тим, виступає за єдність Сомалі.
31 березня 2024 року, після внесення змін до Конституції Сомалі, уряд Пунтленду заявив, що він більше не визнає владу федерального уряду Сомалі і не братиме участі у федеральних інституціях Сомалі. Крім того, було заявлено, що Пунтленд «функціонуватиме як незалежна від Сомалі держава, доки не буде створено федеральний уряд з конституцією, узгодженою на референдумі, в якому візьме участь Пунтленд».

## Адміністративний поділ
Згідно з Перехідною федеральною хартією Республіки Сомалі Пунтленд складається з наступних областей:
| Пунтленд    | Регіон   | Адміністративний центр | Адміністративний поділ (Кількість районів) |
| ----------- | -------- | ---------------------- | ------------------------------------------ |
|             |          |                        |                                            |
| 1 Барі      | Босасо   | 5                      |                                            |
| 2 Айн       | Буходле  | 3                      |                                            |
| 3 Ґвардафуй | Алула    | 5                      |                                            |
| 4 Гайлан    | Дахар    | 3                      |                                            |
| 5 Каркар    | Кардо    | 5                      |                                            |
| 6 Мудуґ     | Ґалькайо | 3                      |                                            |
| 7 Нуґаль    | Ґарове   | 5                      |                                            |
| 8 Санааґ    | Ериґабо  | 4                      |                                            |
| 9 Сул       | Ласьанод | 4                      |                                            |

Пунтленд створив три нові регіони шляхом поділу існуючих: Каркар був виділений з Барі, Гайлан з Санааґ, Айн з Тоґдер.
8 квітня 2013 року уряд Пунтленд оголосив про створення нового регіону під назвою Ґвардафуй. Новий регіон складається з трьох районів з центром у Алула.

### Територіальні суперечки
У січні 2009 року Маахір був офіційно включений у Пунтленд.
Після сутичок між Сомалілендом і Пунтлендом, 1 липня 2007 року в Бадгані, Маахір отримав автономію. За Сомалілендом і Пунтлендом при цьому було закріплено право використовувати нафтову концесію по території Санааґ без згоди місцевого керівництва. У 2008 році Сомаліленд захопив значну частину території Маахір. У січні 2009 року пунтлендська армія звільнила від сомалілендскіх військ майже весь Махір, за винятком території, де проживає субклан Дулбаханте. Це привело останніх до створення власної держави Хатумо в складі майбутньої Сомалійської федерації.
Між Пунтлендом та Ґалмудуґом виникають сутички, стосовно приналежності Ґалькайо.

## Економіка
Населення Пунтленду займається розведення верблюдів, кіз та овець. Крім того, поширене виробництво ладану, мирри і гуміарабіку.
Місто Босасо, на північному узбережжі Пунтленду, є основним експортним портом для товарів з більшості південних сомалійських регіонів.
Біля узбережжя є великі рибні запаси, які експлуатуються.
На території Пунтленду розвідані значні запаси нафти. У 2012 році компанія «Horn Petroleum» (Канада) розпочала розробку нафтового родовища в Пунтленді.